# Ann Kristin Flatland
Ann Kristin Aafedt Flatland (ur. 6 listopada 1982 w Oslo) – norweska biathlonistka, srebrna medalistka olimpijska i czterokrotna medalistka mistrzostw świata.

## Kariera
Po raz pierwszy na arenie międzynarodowej pojawiła się w 2001 roku, startując na mistrzostwach świata juniorów w Chanty-Mansyjsku. Zajęła tam 17. miejsce w biegu indywidualnym, 39. w sprincie i 42. w biegu pościgowym. Jeszcze dwukrotnie startowała w zawodach tego cyklu, zajmując między innymi dziesiąte miejsce w sztafecie i biegu indywidualnym podczas mistrzostw świata juniorów w Kościelisku w 2003 roku.
W zawodach Pucharu Świata zadebiutowała 4 grudnia 2003 roku w fińskim Kontiolahti, zajmując 56. miejsce w sprincie. Pierwsze pucharowe punkty wywalczyła 14 stycznia 2005 roku w Ruhpolding, gdzie zajęła 26. miejsce w tej samej konkurencji. Na podium zawodów tego cyklu pierwszy raz stanęła 8 stycznia 2010 roku w Oberhofie, kończąc rywalizację w sprincie na trzeciej pozycji. W zawodach tych wyprzedziły ją tylko Niemka Simone Hauswald i Helena Ekholm ze Szwecji. W kolejnych startach jeszcze trzy razy stanęła na podium: 24 stycznia 2010 roku w Anterselvie była trzecia w biegu pościgowym, a 8 stycznia 2011 roku w Oberhofie i 29 listopada 2013 roku w Östersund wygrywała sprinty. Najlepsze wyniki osiągnęła w sezonie 2010/2011, kiedy zajęła 16. miejsce w klasyfikacji generalnej.
Podczas mistrzostw świata w Anterselvie w 2007 roku wspólnie z Jori Mørkve, Lindą Tjørhom i Torą Berger wywalczyła brązowy medal w sztafecie. Trzy lata później, razem z Torą Berger, Emilem Hegle Svendsenem i Ole Einarem Bjørndalenem była druga w sztafecie mieszanej na mistrzostwach świata w Chanty-Mansyjsku. W tej samej konkurencji reprezentacja Norwegii z Flatland w składzie zwyciężyła na mistrzostwach świata w Chanty-Mansyjsku w 2011 roku. Zdobyła także złoty medal w sztafecie kobiet podczas mistrzostw świata w Novym Měscie w 2013 roku. Startowała tam razem z Hilde Fenne, Synnøve Solemdal i Torą Berger. Na tej samej imprezie osiągnęła swój najlepszy indywidualny wynik w zawodach tego cyklu, zajmując siódme miejsce w biegu pościgowym.
W 2010 roku wystąpiła na igrzyskach olimpijskich w Vancouver, gdzie zajęła między innymi czwarte miejsce w sztafecie i ósme miejsce w biegu pościgowym. Brała też udział w igrzyskach w Soczi cztery lata później, gdzie razem z Fanny Horn Welle-Strand, Tiril Eckhoff i Torą Berger zdobyła brązowy medal w sztafecie. Zajęła także 56. miejsce w biegu indywidualnym, 24. miejsce w sprincie i biegu masowym oraz dziewiąte w biegu pościgowym.
Karierę zakończyła w marcu 2014 roku.

## Osiągnięcia

### Igrzyska olimpijskie
| Rok  | Miejscowość | Konkurencje | Konkurencje | Konkurencje | Konkurencje | Konkurencje | Konkurencje | Konkurencje |
| Rok  | Miejscowość | IN          | SP          | PU          | MS          | RL          | MR          | SR          |
| ---- | ----------- | ----------- | ----------- | ----------- | ----------- | ----------- | ----------- | ----------- |
| 2010 | Vancouver   | 14.         | 10.         | 8.          | 11.         | 4.          | nd.         | –           |
| 2014 | Soczi       | 56.         | 24.         | 9.          | 24.         | 2.          | –           | –           |

### Mistrzostwa świata
| Rok  | Miejscowość          | Konkurencje | Konkurencje | Konkurencje | Konkurencje | Konkurencje | Konkurencje | Konkurencje |
| Rok  | Miejscowość          | IN          | SP          | PU          | MS          | RL          | MR          | SR          |
| ---- | -------------------- | ----------- | ----------- | ----------- | ----------- | ----------- | ----------- | ----------- |
| 2005 | Hochfilzen           | –           | 22.         | 37.         | –           | –           | nd.         | –           |
| 2007 | Anterselva           | 48.         | 5.          | 24.         | 18.         | 3.          | –           | –           |
| 2008 | Östersund            | 12.         | 51.         | 48.         | 28.         | 6.          | –           | –           |
| 2009 | Pjongczang           | 51.         | 33.         | 30.         | –           | 11.         | –           | –           |
| 2010 | Chanty-Mansyjsk      | nd.         | nd.         | nd.         | nd.         | nd.         | 2.          | –           |
| 2011 | Chanty-Mansyjsk      | 82.         | 34.         | DNS         | –           | 5.          | 1.          | –           |
| 2013 | Nové Město na Moravě | 44.         | 8.          | 7.          | 24.         | 1.          | –           | –           |

### Mistrzostwa świata juniorów
| Rok  | Miejscowość     | Konkurencje | Konkurencje | Konkurencje | Konkurencje | Konkurencje | Konkurencje | Konkurencje |
| Rok  | Miejscowość     | IN          | SP          | PU          | MS          | RL          | MR          | SR          |
| ---- | --------------- | ----------- | ----------- | ----------- | ----------- | ----------- | ----------- | ----------- |
| 2001 | Chanty-Mansyjsk | 17.         | 39.         | 42.         | nd.         | –           | nd.         | –           |
| 2002 | Val Ridanna     | 38.         | 16.         | 11.         | nd.         | 9.          | nd.         | –           |
| 2003 | Kościelisko     | 10.         | 20.         | 15.         | nd.         | 10.         | nd.         | –           |

### Puchar Świata

#### Miejsca w klasyfikacji generalnej
| Sezon     | Miejsce |
| --------- | ------- |
| 2003/2004 | -       |
| 2004/2005 | 57.     |
| 2005/2006 | 59.     |
| 2006/2007 | 43.     |
| 2007/2008 | 25.     |
| 2008/2009 | 37.     |
| 2009/2010 | 21.     |
| 2010/2011 | 16.     |
| 2012/2013 | 36.     |
| 2013/2014 | 20.     |

#### Miejsca na podium w zawodach
| Lp. | Dzień        | Rok  | Miejscowość | Konkurencja             | Lokata | Pudła   | Czas biegu | Strata | Zwycięzca       |
| --- | ------------ | ---- | ----------- | ----------------------- | ------ | ------- | ---------- | ------ | --------------- |
| 1.  | 8 stycznia   | 2010 | Oberhof     | Sprint na 7,5 km        | 3.     | 0+1     | 22:32,6    | +17,5  | Simone Hauswald |
| 2.  | 24 stycznia  | 2010 | Anterselva  | Bieg pościgowy na 10 km | 3.     | 1+0+0+0 | 31:44,7    | +44,9  | Andrea Henkel   |
| 3.  | 8 stycznia   | 2011 | Oberhof     | Sprint na 7,5 km        | 1.     | 1+0     | 23:29,5    | –      | –               |
| 4.  | 29 listopada | 2013 | Östersund   | Sprint na 7,5 km        | 1.     | 0+0     | 20:41,2    | –      | –               |